# Sampsa Astala
Sampsa Astala pseudonim Kita, Stala (ur. 23 stycznia 1974 w Vantaa) – fiński muzyk, wokalista, autor tekstów i piosenek, a także producent muzyczny. Sampsa Astala znany jest przede wszystkim z występów w zespole rockowym Stala & So. w którym śpiewa od 1997 roku. W latach 2000–2010 był perkusistą w zespole Lordi. Muzyk gościł ponadto m.in. na płytach takich wykonawców i zespołów jak: Crazy World, Iconcrash, Thunderstone, Hanna Pakarinen, Janne Leino i Peer Günt. 

## Dyskografia
| - Lordi – Get Heavy (2002, BMG Finland) - Lordi – The Monsterican Dream (2004, BMG Finland) - Peer Günt – No Piercing, No Tattoo (2005, Ranch, gościnnie śpiew) - Crazy World – Crazy World (2005, Ranch 34, gościnnie śpiew) - Järjestyshäiriö – Tuhlatut Päivät, Valvotut Yöt (2005, Ranka, produkcja) - Lordi – The Arockalypse (2006, BMG Finland) |  | - Peer Günt – Guts And Glory (2007, 100% Record Company, gościnnie śpiew) - Lordi – Deadache (2008, Sony BMG) - Lordi – Babez for Breakfast (2010, Sony Music) - Crazy World – Crazy World (2009, Jäänsärkijä Records, gościnnie śpiew) - Thunderstone – Dirt Metal (2009, Sony Music, gościnnie śpiew) - Iconcrash – Inkeroinen (2011, Dynasty Helsinki, gościnnie śpiew) |